# Тернопільський академічний обласний драматичний театр імені Т. Г. Шевченка
Тернопільський академічний обласний український драматичний театр імені Тараса Шевченка — культурно-мистецький заклад у місті Тернопіль, головна театральна сцена міста і області.

## Загальна інформація
Тернопільський академічний обласний український драматичний театр імені Тараса Шевченка розташований за адресою: бульвар Т. Шевченка, 22 (Театральний майдан), м. Тернопіль (Україна).
Театр працює в приміщенні, спорудженому 1957 року (архітектори І. Михайленко, В. Новиков, Дмитро Чорновіл):
- глядацька зала на 596 місць,
- «мала сцена» (від 1987) на 80 місць,
- понад 60 репетиційних, гримерних та інших приміщень;

Діють бутафорний, перукарний, кравецький, костюмерний, реквізитний цехи, студія звукозапису.

## Історія
Тернопільський академічний обласний драматичний театр імені Тараса Шевченка заснований 8 грудня 1930 року на базі 2-го пересувного робітничо-селянського театру ім. В. Еллана-Блакитного (від 1933 — робітничо-колгоспний пересув. театр ім. Т. Шевченка) м. Охтирка (нині Сумська область).
Тернопіль у березні-квітні 1944 року під час визволення від німецьких окупантів був зруйнований. Тому артисти Театру ім. Т. Шевченка, що прибув з Охтирки, отримали мешкання у Чорткові. Охтирський колектив очолили тоді головний художній режисер Микола Яновський, художник Володимир Кулик і завідувачка музичної частини Ольга Рєзникова.
Обидва театри мінялися сценами Тернополя, Кременця, Чорткова, гастролювали по області. Починаючи від 1945 року — театр базується в Тернополі (відтоді — Тернопільський український музично-драматичний театр ім. Т. Г. Шевченка). 8 квітня 1948 року, за постановою відділу мистецтв Тернопільського облвиконкому, обидва театри — ім. Т. Шевченка та ім. І. Франка — об'єдналися в один колектив і стали працювати в реконструйованому приміщенні колишнього спортивного товариства «Сокіл» (сьогодні тут кінотеатр ім. І. Франка) аж до побудови нового приміщення театру в 1957 році. За своїм бюджетно-творчим статусом театр мав тоді третє місце в республіці, від 1953 р. — друге.
Творчий процес у 1945—1950 рр. здійснювали режисери М. Янківський, О. Свічкаренко, С. Черняхівський, В. Василенко, О. Григора. Серед них був і Георгій Авраменко, який згодом довго працював актором і режисером та мав успіх у постановках комедій.
У 1970 р. Київська кіностудія науково-популярних фільмів випустила коротку стрічку «Є такий театр у маленькому Тернополі». Знято фільми-вистави «Дай серцю волю» і «По щучому велінню». З цього часу були зняті Львівським телебаченням вистави тернополян. Запрошували зніматися у фільмах артистів Анатолія Бобровського, Павла Загребельного, Ярослава Геляса, Івана Ляховського, Володимира Ячмінського, Петра Ластівку, Євдокію Бобровську та інших.
1980 року колектив закладу нагороджений Почесною грамотою Президії ВР УРСР.
Від 1992 — Тернопільський обласний український драматичний театр. У 2000 році театру присвоєно звання академічного, відтоді офіційна сучасна назва — Тернопільський академічний обласний український драматичний театр імені Т. Г. Шевченка.

### Ключові особи в минулому

#### Головні режисери
- Тернопільський драмтеатр вночі

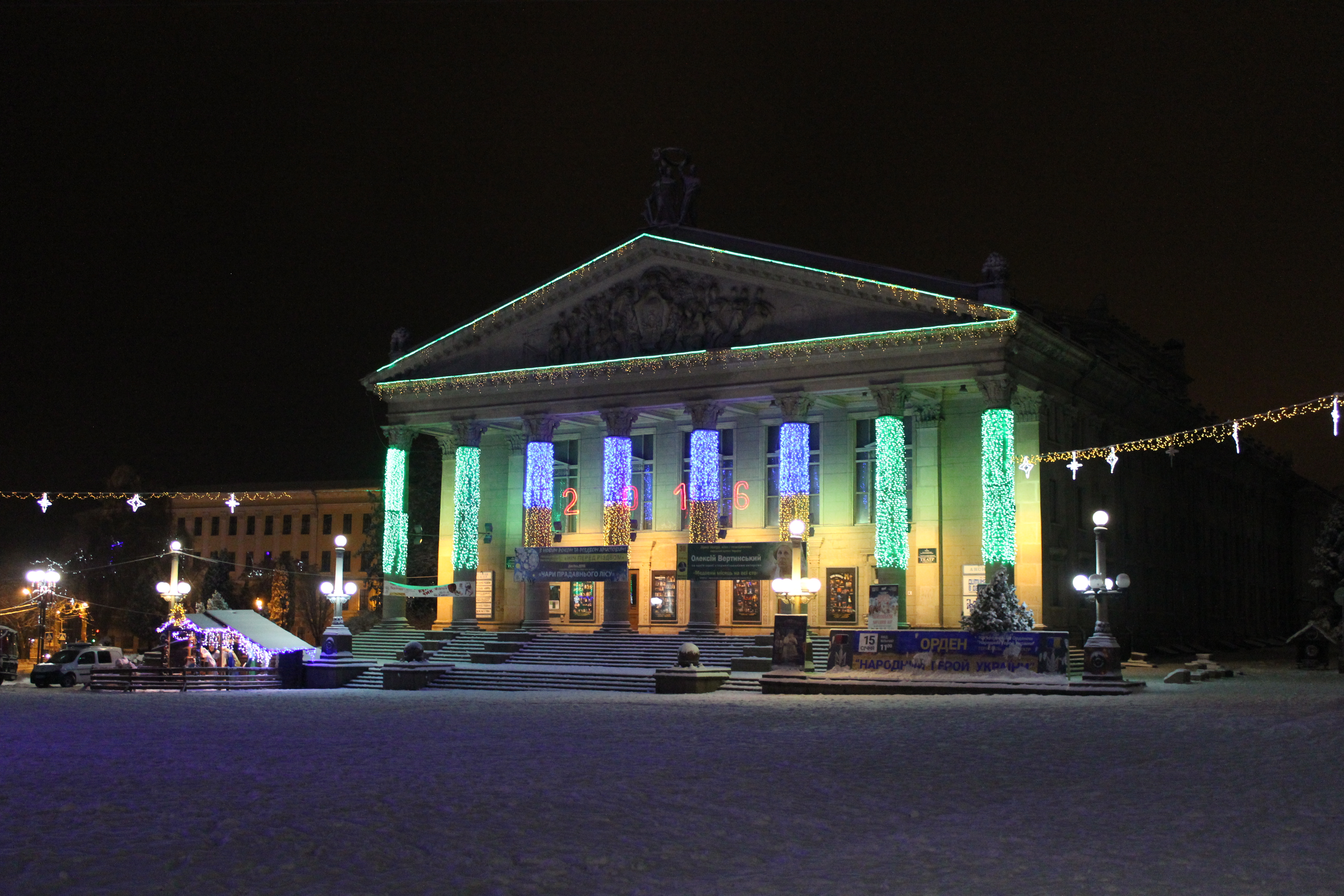
Тернопільський драмтеатр вночі

1945—1949: М. Янківський, О. Свічкаренко, С. Черняхівський, В. Василенко, Олександр Григораш;
- 1949—1956 — Олексій Ріпко,
- 1957—1962 — народний артист СРСР Володимир Грипич,
- 1963—1974 — народний артист України Ярослав Геляс,
- 1974—1987 — народний артист України Павло Загребельний,
- 1988—1992 — заслужений діяч мистецтв України Петро Ластівка.

1992—2006 — художній керівник Михайло Форгель;
2007: диригент — народний артист України Євген Корницький, головний художник — заслужений діяч мистецтв України Казимир Сікорський, режисер — заслужений діяч мистецтв України В'ячеслав Жила, народний артист України Олег Мосійчук, художник-постановник; - заслужений художник України Григорій Лоїк.

#### Режисери
- Євген Ваврик, Сергій Калина.

#### Актори
- народні артисти УРСР Георгій Авраменко, Ярослав Геляс, Павло Загребельний, Марія Клименко, Петро Ластівка, Семен Онипко;
- народні артисти України Анатолій Горчинський, Мирослав Коцюлим, Людмила Приходько, Адам Цибульський, Влодимир Ячмінський.
- заслужені артисти УРСР: Богдан Антків, Іван Биков, Анатолій і Євдокія Бобровські, Валентина Варецька, Віктор Виноградов, Кость Капатський, Сузанна Коваль, Володимир Сохацький, М. Терещенко, Марія Гонта;
- заслужені артисти України: Любов Ластівка, Н. Маліманова, Т. Давидко, Жарська Михайлина Іванівна., Богдан Стецько.

#### Художники
- Степан Данилишин, Михайло Стецюра, Андрій Александрович-Дочевський та інші.

#### Диригенти
- Леонід Леванковський, Теодор Хмурич, народний артист України Є. Корницький та інші.

#### Балетмейстери
- М. Безкровний, Анатолій Гончарик, Микола Веніславський, В. Підберьозкін та інші.

### Сучасність

Глядацька зала театру

Станом на 2019 рік у Тернопільському академічному обласному українському драматичному театрі Т. Г. Шевченка працювало 140 осіб. З них — 50 акторів драми, 18 артистів оркестру, 12 осіб художньо-керівного складу, а також цехи.

#### Працюють
- народні артисти України:
  - Люся Давидко, В'ячеслав Хім'як,  Наталія Лемішка, Олег Мосійчук, Ярослава Мосійчук, Іван Ляховський, Ігор Сачко.
- заслужені артисти України:
  - Олександр Папуша, Борис Репка, Віра Самчук, Микола Блаженко, Андрій Малінович, Микола Бажанов, Сергій Андрушко, Микола Петрушенко, Дмитро Губ'як, Оксана Малінович, Віталій Луговий, Оксана Сачко, Сергій Бачик, Євген Лацік.

Директор та художній керівник театру — заслужений артист України Борис Репка.
Головний режисер — народний артист України Олег Мосійчук.
Головний художник — заслужений художник України Григорій Лоїк
Головний диригент — заслужений артист України Василь Драгомирецький
Режисер-постановник — заслужений діяч мистецтв України, народний артист України В'ячеслав Жила
Балетмейстер — Анатолій Гончарик
Керівник літературно-драматургічної частини — Ірина Папуша

## Репертуар
Серед вистав Тернопільського академічного обласного драматичного театру імені Тараса Шевченка:
- 1945—1949 — «Майська ніч» Михайла Старицького за Миколою Гоголем (режисер О. Свічкаренко), «Мрія» О. Корнійчука (режисер М. Янківський), «За другим фронтом» В. Собка (режисер О. Ріпко);
- 1950-ті — «Весілля в Малинівці» Г. Юхвіда (режисери Г. Авраменко, Г. Квітко), «Устим Кармелюк» В. Суходольського (режисер К. Капатський), «Веселка» М. Зарудного (режисер Н. Генцлер);
- 1960-ті — «Шуміли верби над Дністром» О. Корнієнка (режисер В. Грипич), «Фараони» О. Коломійця (режисер М. Бондаренко), «Камінний господар» Лесі Українки (режисер Я. Геляс); «Єгор Буличов та інші» М. Горького (режисер В. Головатюк);
- 1970-ті — «Невигадана повість» Я. Майстренка (режисер А. Бобровський), «Сід» П. Корнеля (режисер Я. Бабій), «Іркутська історія» О. Арбузова (режисер М. Стефурак), «Голубі олені» О. Коломійця (режисер П. Загребельний), «Ізмовкли птахи» І. Шамякіна (режисер А. Горчинський);
- 1980-ті — «Без вини винні» О. Островського (режисер О. Давидов), «Роксолана» Г. Бодикіна за П. Загребельним (режисер П. Загребельний), «Рядові» О. Дударєва (режисер А. Горчинський);
- 1990-ті — «Блез» К. Маньє (режисер С. Калина), «Маруся Богуславка» М. Старицького (режисер П. Загребельний), «Гамлет» В. Шекспіра (режисер П. Ластівка), «Соломія Крушельницька» Б. Мельничука, І. Ляховського (режисер І. Ляховський).

Нині в репертуарі:
- «Сватання на Гончарівці» Г. Квітки-Основ'яненка (2007),
- «Медовий місяць на всі сто» Р. Куні,
- «Суто сімейна справа» Р. Куні,
- «Тарас» Б.Стельмаха та О.Мосійчука,
- «Язичники» Г.Яблонської,
- «Гормон кохання або тестостерон» А.Сарамоновіча,
- «Рятуйте, мене женять»  К.Крьоца,
- «Мазепа» Б.Мельничука, О.Мосійчука за Б.Лепким,
- «Дитина в дарунок» М. Лисака,
- «Фараони» О.Коломійця,
- «Пошились в дурні» М.Кропивницького,
- «Наречена світанкової зорі» А.Касона,
- «Вуйцьо з крилами» О.Гавроша та О.Мосійчука (за оповіданням Габрієля Гарсії Маркеса "Старий із крилами"),
- «Олена не прийшла додому» О.Володарського,
- «Мартин Боруля» І.Карпенка-Карого та інші.

Музичні вистави:
- «Запорожець за Дунаєм» С.Гулака-Артемовського,
- «Майська ніч» В.Жили за М.Гоголем,
- «Як наші діди парубкували» В.Канівця,
- «Сорочинський ярмарок» В.Жили за М.Гоголем,
- «Гуцулка Ксеня» Ярослава Барнича,
- «Кажан» Й. Штрауса,
- «Наталка Полтавка» І.Котляревського,
- «Шалений день або одруження Фігаро» та інші.

Ставляться також вистави для дітей.

## Діяльність та співпраця

### Гастролі
Гастролі Тернопільського академічного обласного драматичного театру імені Тараса Шевченка:
- до 1991 — колишні республіки СРСР, міста і населені пункти багатьох областей України;
- від 1991 — по Україні: міста Вінниця, Дрогобич Львівської області, Івано-Франківськ, Київ, Коломия Івано-Франківської області, Луцьк, Львів, Рівне, Херсон, Чернівці; за кордоном: міста Ліверпуль, Манчестер (Велика Британія, 1997), Ельблонг, Ольштин (Польща, 2001, 2005) та інші.

### Співпраця
На сцені Тернопільського академічного обласного драматичного театру здійснили постановки:
- Федір Стригун (м. Львів),
- Євген Курман, Ростислав Коломієць (обидва — м. Київ) та інші режисери.

У театрі відбуваються бенефіси, Всеукраїнські фестивалі, «Тернопільські театральні вечори. Дебют».
Колектив театру співпрацює з драматичними театрами України та Польщі, Тернопільським музичним училищем, ТНПУ, обласною філармонією та іншими.